# САШК Напредак
«САШК Напредак» (босн. Nogometni Klub Sarajevski amaterski športski klub Napredak) — боснийский футбольный клуб из города Сараево, по состоянию на 2018 год выступает во второй лиге Федерации Боснии и Герцеговины, третьем по силе дивизионе страны. Клуб САШК основан в 1910 году, домашние матчи проводит на стадионе «Доглоди», вмещающей 400 зрителей. В 20-х годах 20-го века провёл семь сезонов в высшем дивизионе чемпионата Югославии, в том числе участвовал в шести первых чемпионатах Югославии. В первом чемпионате Югославии в 1923 году вышел в финал турнира, в котором уступил загребскому «Граджянски». Во время Второй мировой войны САШК играл в чемпионате Хорватии, и как большинство хорватских клубов был распущен в 1945 году. Клуб воссоздан лишь в 1999 году, а в 2000 он объединился с клубом «Напредак» и с тех пор носит имя САШК. С сезона 2000/01 САШК неизменно играет в первой лиге Боснии и Герцеговины.

## Достижения
- Чемпионат Югославии по футболу:
  - Серебро (1): 1923.
  - Серебро (1): 1924.